# Bed of Roses (Bon Jovi)
Bed of Roses è una canzone dei Bon Jovi, scritta da Jon Bon Jovi. È stata estratta come secondo singolo dal quinto album in studio del gruppo, Keep the Faith, nel gennaio del 1993. Ha raggiunto la top 10 della Billboard Hot 100 negli Stati Uniti. Altrove, si è posizionata al tredicesimo posto nel Regno Unito, al secondo in Canada e al decimo in Australia.
Negli anni, è diventato uno dei brani più popolari dei Bon Jovi, tanto che il gruppo stesso l'ha inserito nel suo primo Greatest Hits, Cross Road nel 1994. Una versione acustica della canzone è presente nel disco This Left Feels Right. Appare inoltre nella registrazione dal vivo The Crush Tour e come traccia bonus in Live at Madison Square Garden.
La canzone è stata registrata dai Bon Jovi anche in lingua spagnola, con il titolo Cama De Rosas.
Nel 2006, il brano è stato reinterpretato dagli Hinder e inserito come traccia bonus nella riedizione per Walmart del loro album di debutto, Extreme Behavior.

## Informazioni sulla canzone
Si tratta di una power ballad ed è stata una delle prime canzoni a rivelare il nuovo sound più maturo intrapreso dai Bon Jovi dopo aver ottenuto successo come band pop metal negli anni ottanta.
Jon Bon Jovi compose il brano al pianoforte in una camera d'albergo a Los Angeles. Il testo espone molti dei problemi che il cantante stava affrontando ai tempi. Il primo verso riflette ciò che Jon provava mentre stava tentando di scrivere questa canzone; egli era in stato ubriachezza dalla sera prima, ma aveva un pianoforte in camera ed era determinato a comporre qualcosa.
La canzone inizia con alcuni arpeggi di pianoforte, fino a quando entra in scena Jon Bon Jovi che canta con una voce più calda e sottile del solito, altro fatto che all'epoca rappresentò una novità assoluta per i fan del gruppo. Accompagnato anche da leggeri riff prolungati di chitarra, il brano cambia ritmo nei ritornelli, quando Jon inizia a far uso del suo modo di cantare abituale.

## Video musicale
Il video musicale della canzone inizia mostrando Richie Sambora mentre suona la sua chitarra in cima ad una montagna, per poi far vedere Jon Bon Jovi da solo nella sua stanza d'albergo, tutti i membri del gruppo mentre registrano la canzone in studio, ed infine mentre la eseguono dal vivo. Pare che il regista Wayne Isham volesse inizialmente Jon Bon Jovi sulla cima della montagna, ma questi rispose di aver fatto una cosa simile già nel video di Blaze of Glory e consigliò di mandare Richie Sambora e David Bryan, che in alcune scene si vede suonare il pianoforte.
Le scene dal vivo sono state filmate alla Stabler Arena di Bethlem, in Pennsylvania, il 31 dicembre 1992, durante lo speciale concerto tenuto dal gruppo la vigilia di Capodanno. Al fine di ottenere la più vivace e vasta folla possibile per il video, la band prese accordi per non avere posti a sedere sul parterre dell'arena e stabilì un unico prezzo d'ingresso.

## Formazione
- Jon Bon Jovi - voce,
- Richie Sambora - chitarra, cori
- Alec John Such - basso
- David Bryan - piano
- Tico Torres - batteria

## Tracce
45 giri
1. Bed of Roses (versione ridotta) – 5:08 (Jon Bon Jovi)
2. Starting All Over Again – 3:44 (Bon Jovi, Richie Sambora)

Musicassetta
1. Bed of Roses – 6:34 (Bon Jovi)
2. Lay Your Hands on Me (Live) – 5:30 (Bon Jovi, Sambora)

Maxi singolo
1. In These Arms – 5:08 (Bon Jovi, Sambora, Bryan)
2. Lay Your Hands on Me (Live) – 5:30 (Bon Jovi, Sambora)
3. Tokyo Road (Live) – 5:59 (Bon Jovi, Sambora)
4. I'll Be There for You (Live) – 6:30 (Bon Jovi, Sambora)

Le tracce dal vivo sono state registrate durante il New Jersey Syndicate Tour.

## Classifiche

### Classifiche settimanali
| Classifica (1993)             | Posizione massima |
| ----------------------------- | ----------------- |
| Australia                     | 10                |
| Belgio (Fiandre)              | 23                |
| Canada                        | 2                 |
| Finlandia                     | 19                |
| Francia                       | 49                |
| Germania                      | 10                |
| Irlanda                       | 15                |
| Paesi Bassi                   | 9                 |
| Regno Unito                   | 13                |
| Stati Uniti                   | 10                |
| Stati Uniti (mainstream rock) | 25                |
| Stati Uniti (pop)             | 5                 |
| Stati Uniti (radio)           | 20                |
| Svezia                        | 27                |
| Svizzera                      | 9                 |

### Classifiche di fine anno
| Classifica (1993) | Posizione |
| ----------------- | --------- |
| Australia         | 47        |
| Canada            | 18        |
| Germania          | 30        |
| Paesi Bassi       | 53        |
| Stati Uniti       | 57        |
| Svizzera          | 18        |